# Pozzo (Venezia)

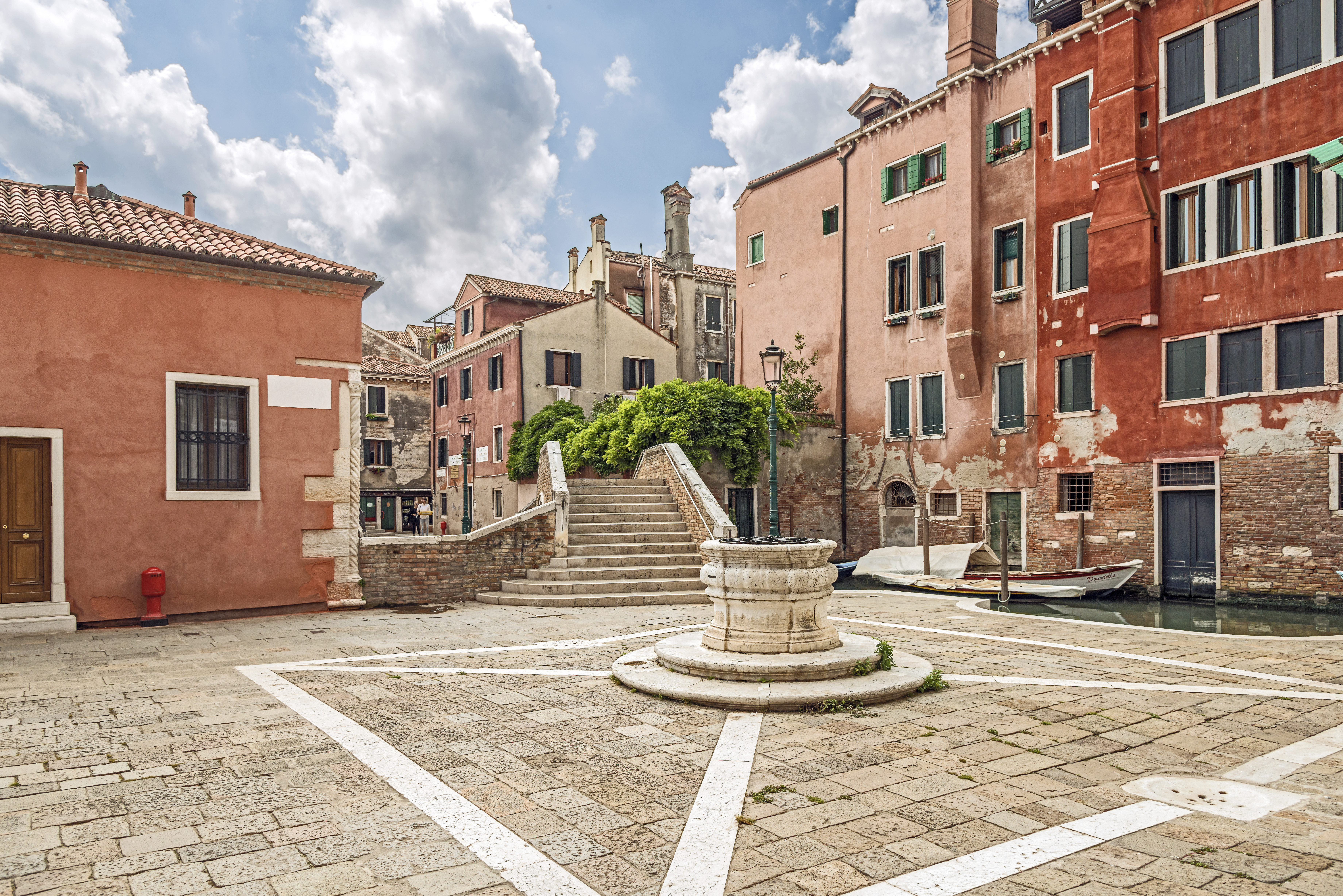
Un tipico pozzo veneziano: si possono osservare i due tombini di raccolta

Il pozzo veneziano è una struttura architettonica usata nella città di Venezia in epoche passate per l'approvvigionamento dell'acqua potabile. Al di là delle apparenze, in realtà non si tratta di pozzi artesiani, impossibili da realizzare a Venezia, ma di cisterne d'acqua piovana.
Attualmente, gli oltre 600 pozzi veneziani superstiti costituiscono un complemento ornamentale, ma imprescindibile dell'urbanistica veneziana, alla cui unicità e peculiarità contribuiscono in modo fondamentale.

## Storia
L'approvvigionamento idrico fu sempre problematica fondamentale a Venezia e nelle isole limitrofe.
Date le particolari caratteristiche idro-geologiche della laguna, i cittadini avviarono già nell'Alto Medioevo la costruzione di cisterne sotterranee, comunemente definite pozzi. Per parte sua, il Governo dell'isola incoraggiò, promosse e coordinò la realizzazione d'impianti idrici.
Nel 1322 il Maggior Consiglio decretò la costruzione di cinquanta pozzi. Nel 1386 venne fondata la "Corporazione degli Acquaioli" che in caso di siccità provvedeva ad alimentare le cisterne con acqua dolce prelevata nell'entroterra. Nel 1424 altri trenta pozzi vennero realizzati. Nel settecento si contavano 157 pozzi pubblici, ai quali bisognava aggiungere svariate migliaia di pozzi privati, tanto che nel 1858 l'Ufficio Tecnico Comunale di Venezia stimò la presenza nella sola città di quasi 7.000 pozzi (6.046 pozzi privati e 180 pubblici, oltre 556 già interrati). 
Nel XIX secolo, con la costruzione dell'acquedotto cittadino, l'impiego dei pozzi come fonte di approvvigionamento idrico venne progressivamente abbandonato fino a cessare del tutto. Per motivi di sicurezza, la sommità dei pozzi ormai non più utilizzati venne chiusa sigillandone le coperture metalliche o con concrezioni cementizie.

## Descrizione
Il pozzo veneziano si differenzia dal pozzo artesiano ordinario in quanto, per le particolari caratteristiche idro-geologiche della laguna di Venezia, l'acqua non veniva ricavata accedendo a una fonte sotterranea ma esclusivamente tramite raccolta e filtraggio dell'acqua piovana, sfruttando la natura argillosa e quindi sostanzialmente impermeabile del sottosuolo veneziano.
La costruzione di un pozzo era alquanto complessa. Era necessario innanzitutto poter disporre di una superficie di raccolta sufficientemente ampia attorno al pozzo vero e proprio, verso la quale far convergere l'acqua piovana: per tale motivo i pozzi veneziani sono per lo più disposti nei campi o nelle corti più ampie, tuttavia i cittadini più ricchi si facevano costruire dei pozzi nei loro cortili privati o negli atri dei palazzi, meno frequente era l'attrezzatura con puteali nell'edilizia minore (come nelle case da affitto dei Cappello a Santa Maria Maggiore o in quelle dette di Castelforte della Scuola di San Rocco ).

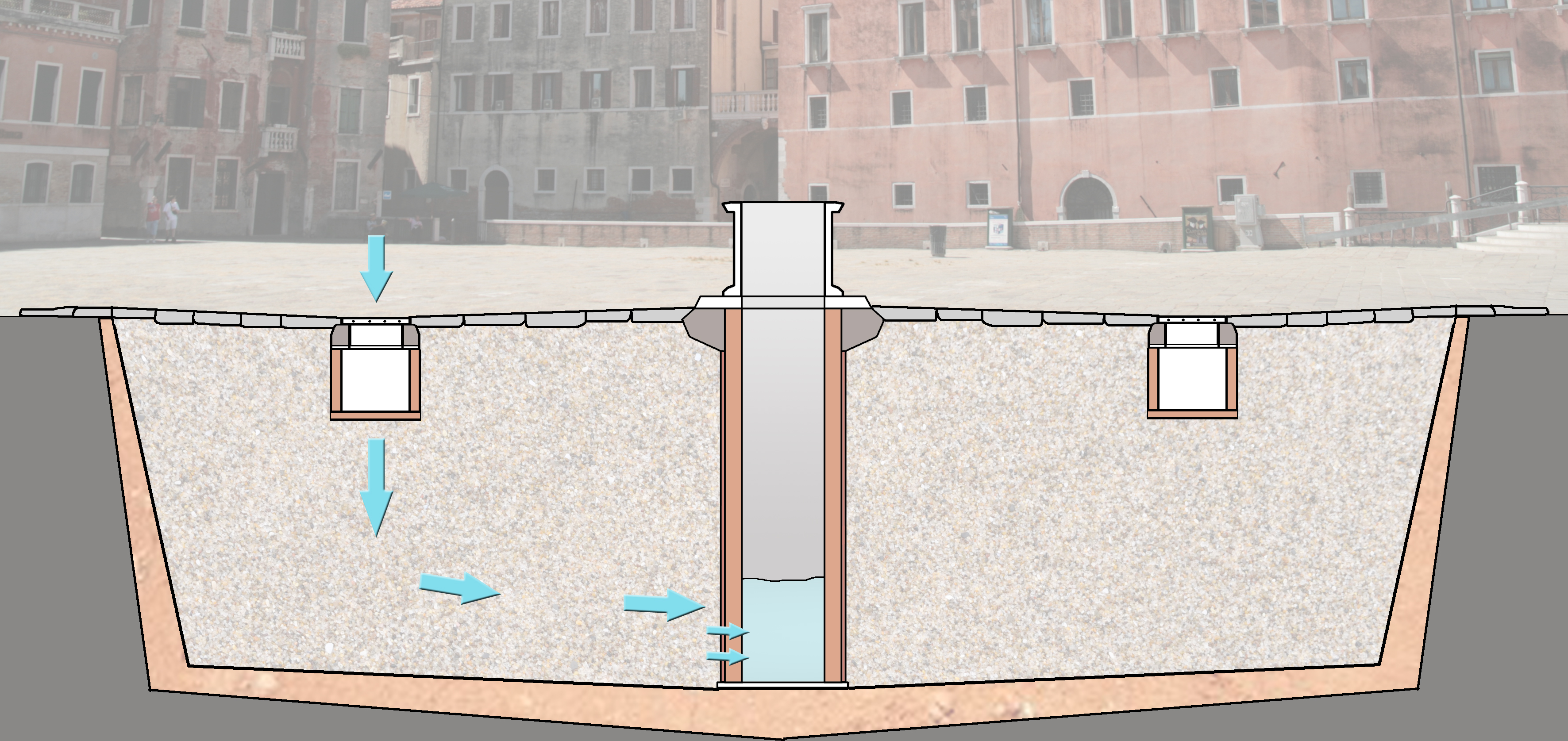
Schema di un pozzo veneziano

Una volta individuata, l'area, di pianta rettangolare o quadrata, veniva scavata per una profondità di cinque o sei metri, rivestita di uno spesso strato impermeabile di argilla (la crea) e riempita con strati di sabbia di fiume di diversa finezza, che svolgevano la funzione di filtro. In alcuni casi, per poter raggiungere la profondità necessaria, si ricorse alla soprelevazione di parte o dell'intero campo: questo tipo di soluzione si può vedere molto chiaramente in Campo San Trovaso, in Campo Sant'Angelo e nella Piazzetta dei Leoncini, di fronte alla sede del Patriarcato.
L'acqua piovana veniva raccolta tramite due o quattro tombini in pietra d'Istria, le pilele forate dai gatoli, disposti in modo simmetrico rispetto alla canna del pozzo. Per limitare le dispersioni, sotto i tombini veniva realizzata una struttura in mattoni a forma di campana, aperta sul fondo, per convogliare quanta più acqua piovana possibile direttamente verso le sabbie di filtraggio. Tutta l'area circostante i tombini veniva inoltre soprelevata in pendenza per favorire il deflusso delle acque meteoriche.
La canna del pozzo, posta al centro dell'area di raccolta, poggiava su un disco di pietra d'Istria e veniva poi realizzata con mattoni speciali, detti pozzali, che consentivano all'acqua piovana filtrata di entrare nella canna. La parte sporgente, rialzata e accessibile tramite uno o due gradini sempre in pietra d'Istria, veniva terminata con la cosiddetta vera da pozzo, solitamente anch'essa in pietra d'Istria rifinita con decorazioni, che fungeva sia da parapetto che da sostegno per la carrucola con cui le donne veneziane attingevano l'acqua tramite secchi. 
L'area interessata dalla costruzione pozzo veniva infine ricoperta la pavimentazione a masegni  raccordata al resto della pavimentazione del campo o della corte. In alcuni casi i limiti dell'area del pozzo sono evidenziati a livello della pavimentazione pedonale da lastre in pietra d'Istria che definiscono l'area dello scavo.
La costruzione di un pozzo era economicamente molto costosa per la complessità del procedimento, per la quantità dei materiali e per le difficoltà tecniche accessorie: uno scavo di cinque o sei metri porta a dover lavorare sotto al livello della laguna e quindi rendeva necessario il ricorso a speciali strutture di contenimento e di impermeabilizzazione. Vista l'estrema utilità pubblica, la donazione di un pozzo alla città da parte delle famiglie nobili o più abbienti era considerato un atto di grande benemerenza e quindi dava lustro ai donatori. La Repubblica incoraggiava molto questo genere di iniziative vista l'importanza notevole per la stessa sopravvivenza della popolazione. Per questo motivo le vere di moltissimi pozzi veneziani presentano scolpite le insegne della famiglia che si era fatta carico della costruzione del pozzo.

## Scultura delle vere da pozzo
La grande diffusione dei puteali a Venezia determinò anche una certa raffinatezza o anche monumentalità nell'approntare le vere. La forma più diffusa dei pozzi pubblici è quella a capitello tipica del primo gotico e di quello maturo, sicuramente perpetuante la forma delle primitive vere ricavate da reali capitelli antichi; spesso sono scolpite con la raffigurazione un'anfora o di un leone marciano, quando non l'insegna del donatore. Rimangono minimi esempi, salvati dalla dispersione nel mercato antiquario, di elaborazioni bizantineggianti talvolta lavorate con una fitta decorazione ad archetti intercalati da croci e motivi vegetali o a pianta quadrata con colonnine agli angoli. Nel periodo rinascimentale le decorazioni vennero arricchite da festoni e putti: un raro esempio è il pozzo nel campo di San Zanipolo (proveniente però da una corte privata). Ancora più ricche sono invece per le bronzee vere manieriste nel cortile di palazzo Ducale. Le forme delle vere barocche presentano un'armonica doppia modanatura curvilinea intramezzata da un toro, gli ulteriori ornamenti tesero a sparire verso il periodo neoclassico. Ben visibili sono invece i monumentali puteali sormontati da un architrave sostenuto da colonne nel cortile d'ingresso di ca' Pesaro o nel primo chiostro dei Frari.

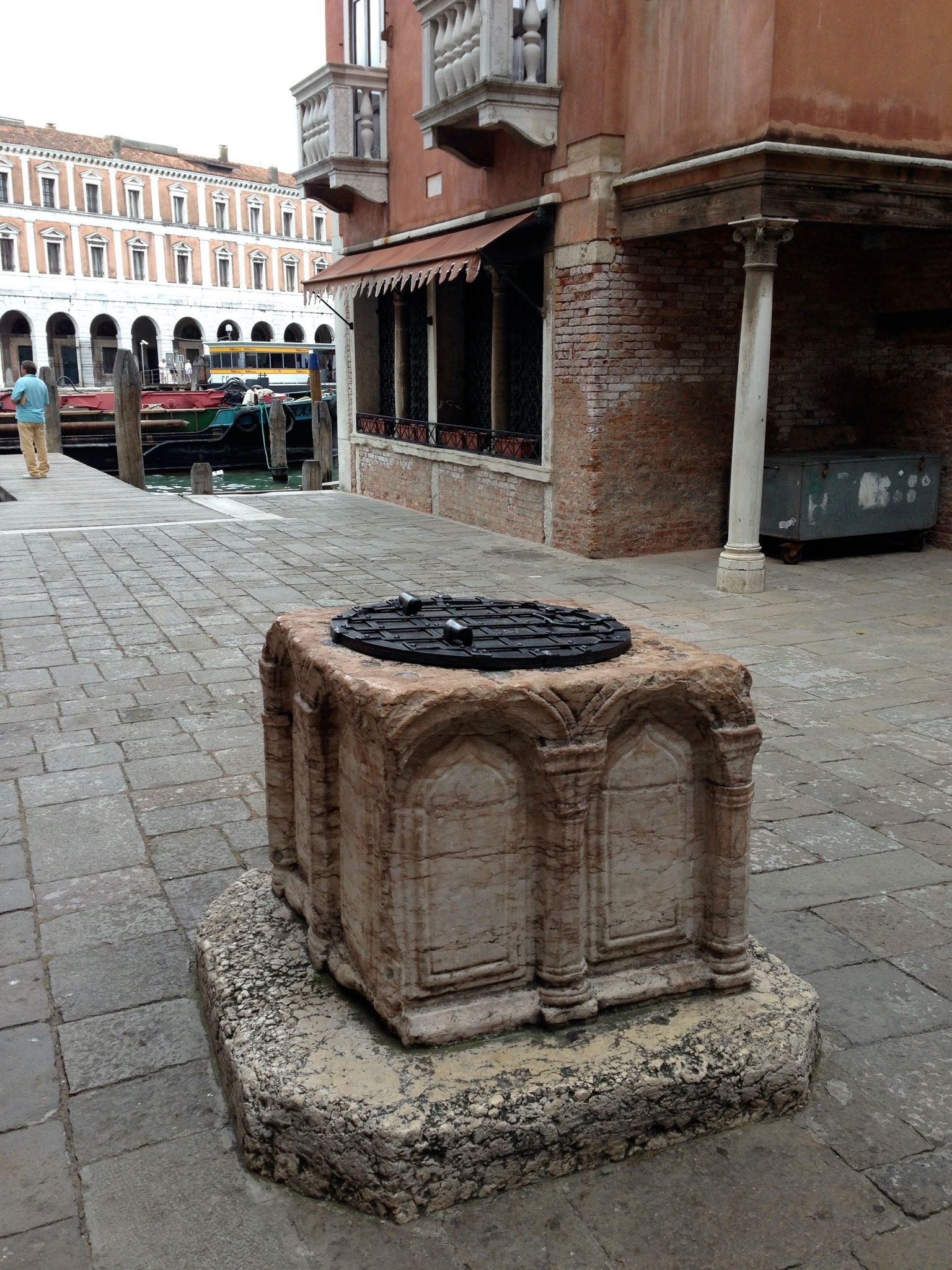
Vera da pozzo romanica, XIII secolo, marmo rosso di Verona, Venezia, corte del Remer
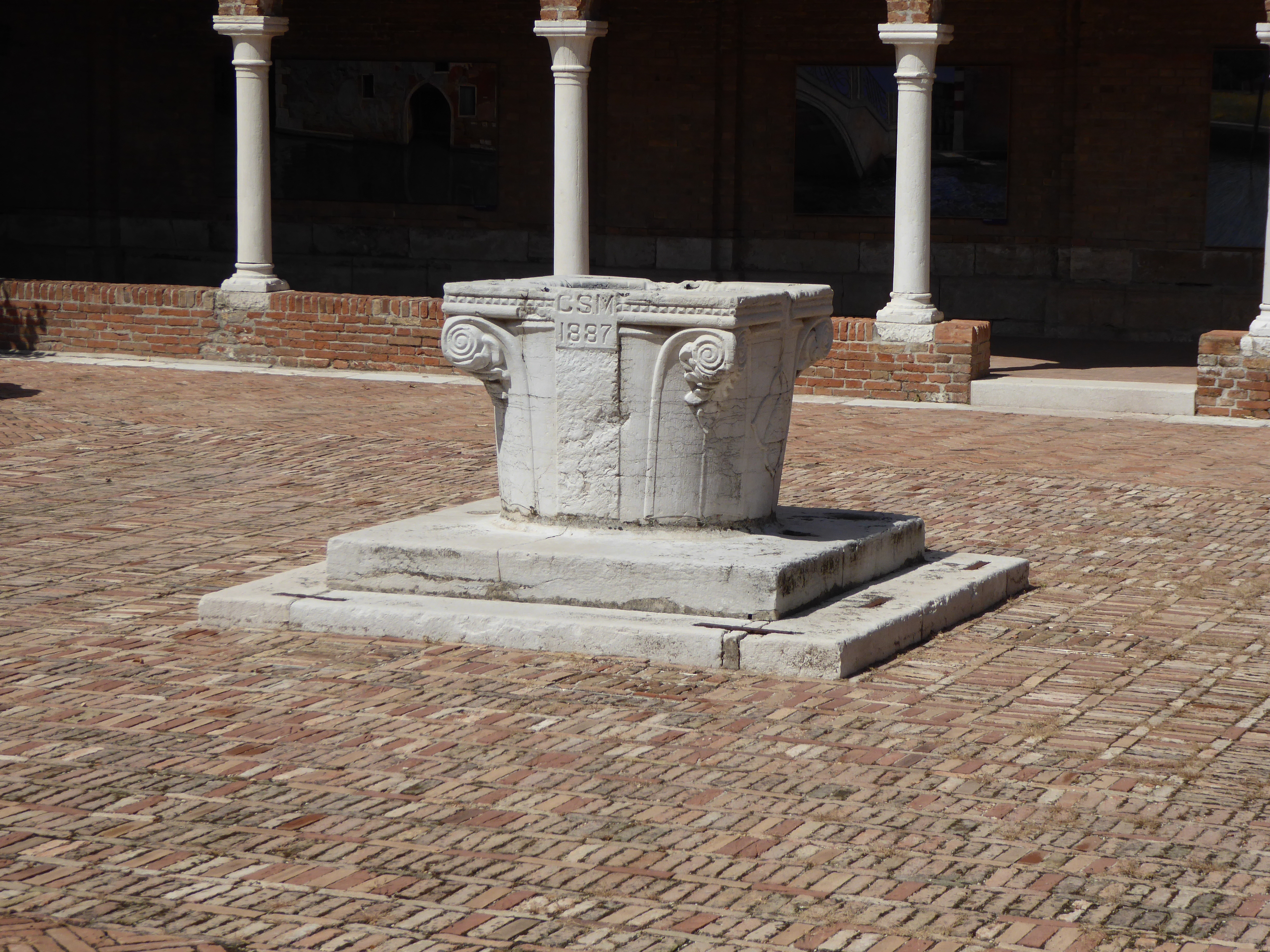
Vera da pozzo gotica, XIV secolo, pietra d'Istria, Venezia, chiostro della Madonna dell'Orto
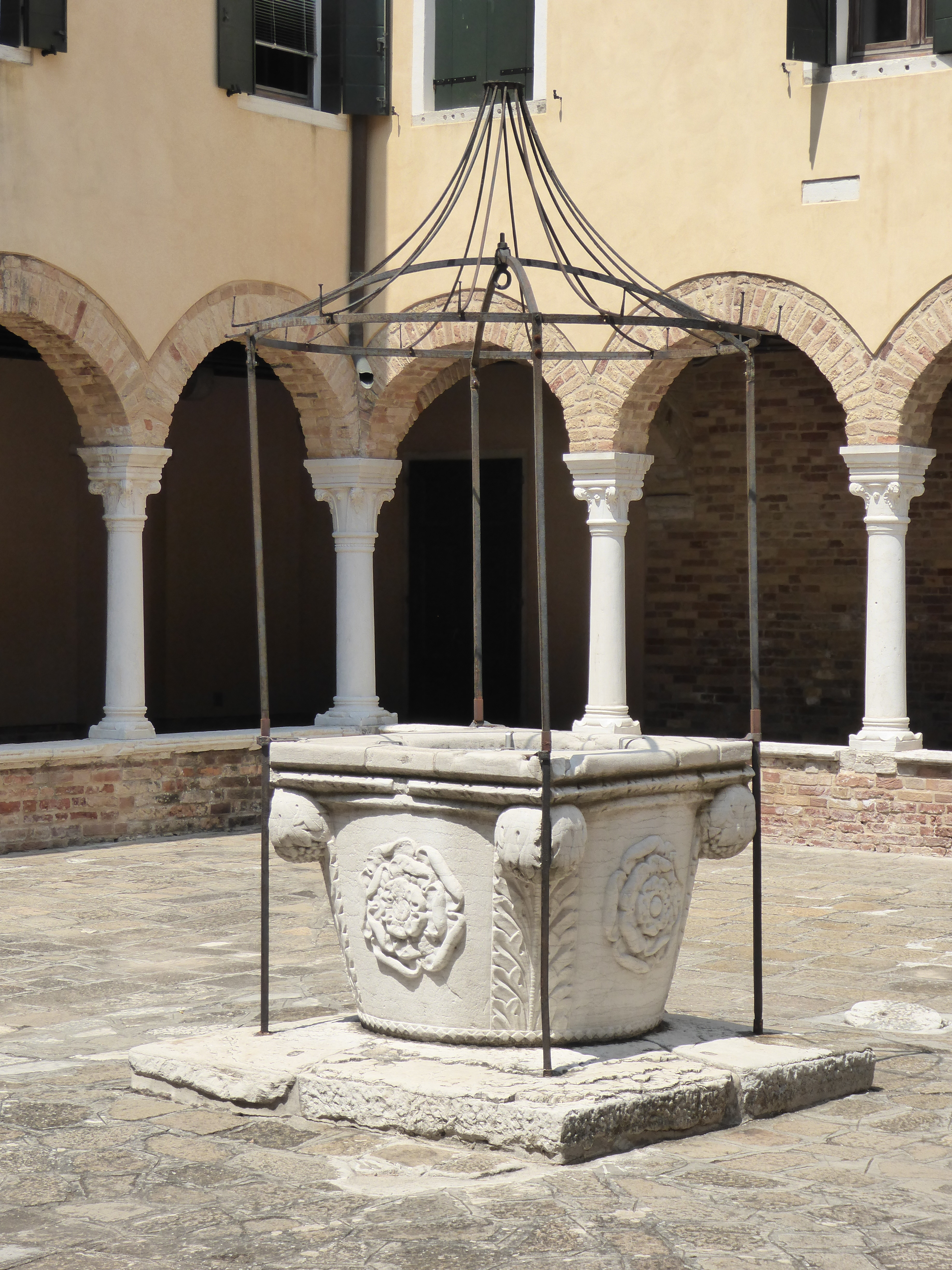
Vera da pozzo tardo gotica, inizio XV secolo, pietra d'Istria, Venezia, chiostro di San Francesco della Vigna
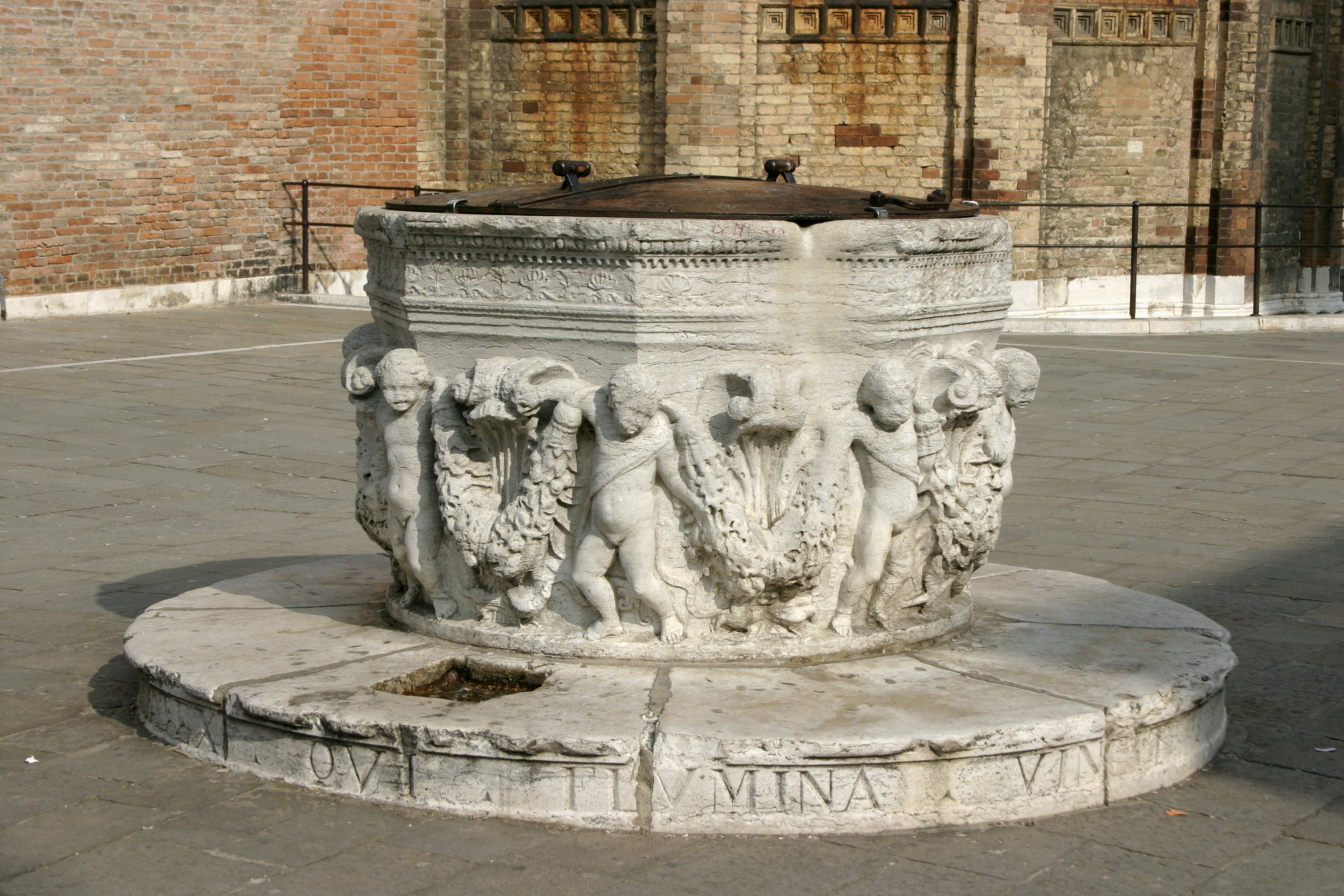
Vera da pozzo, fine XV secolo, pietra d'Istria, Venezia campo Santi Giovanni e Paolo
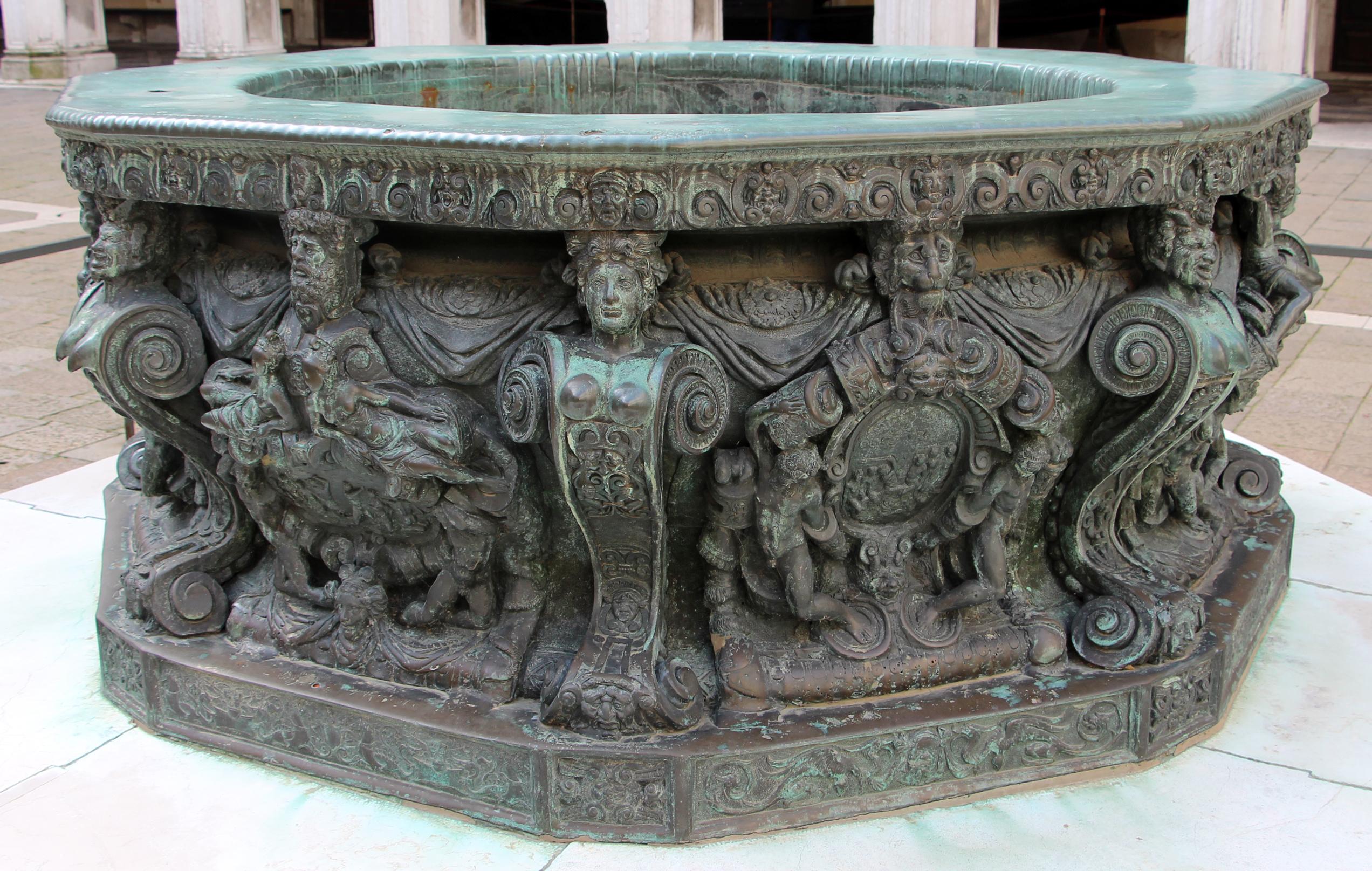
Alfonso Alberghetti, vera da pozzo, 1559, bronzo, Venezia, Palazzo Ducale
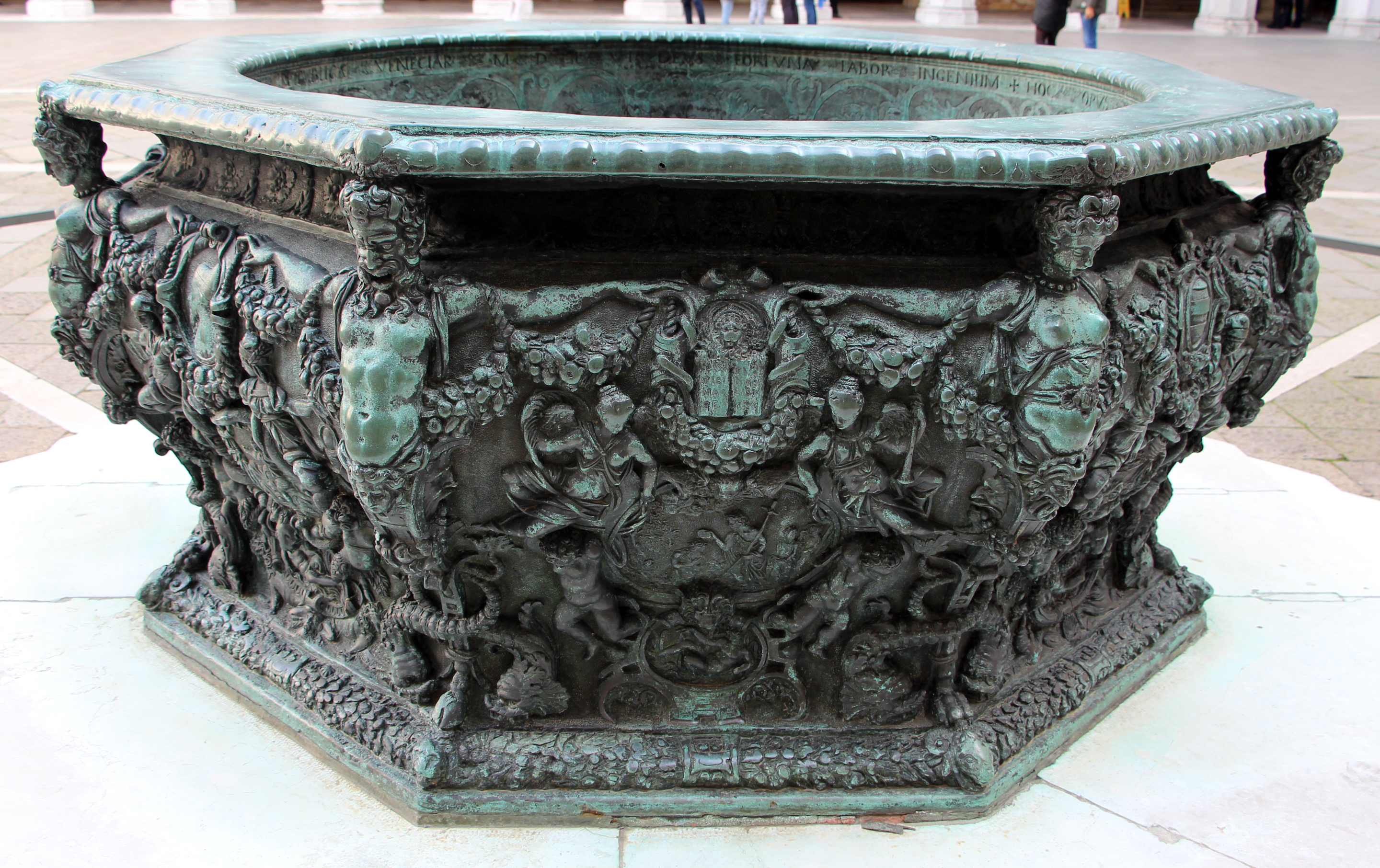
Nicolò Dei Conti, vera da pozzo, 1556, bronzo, Venezia, Palazzo Ducale
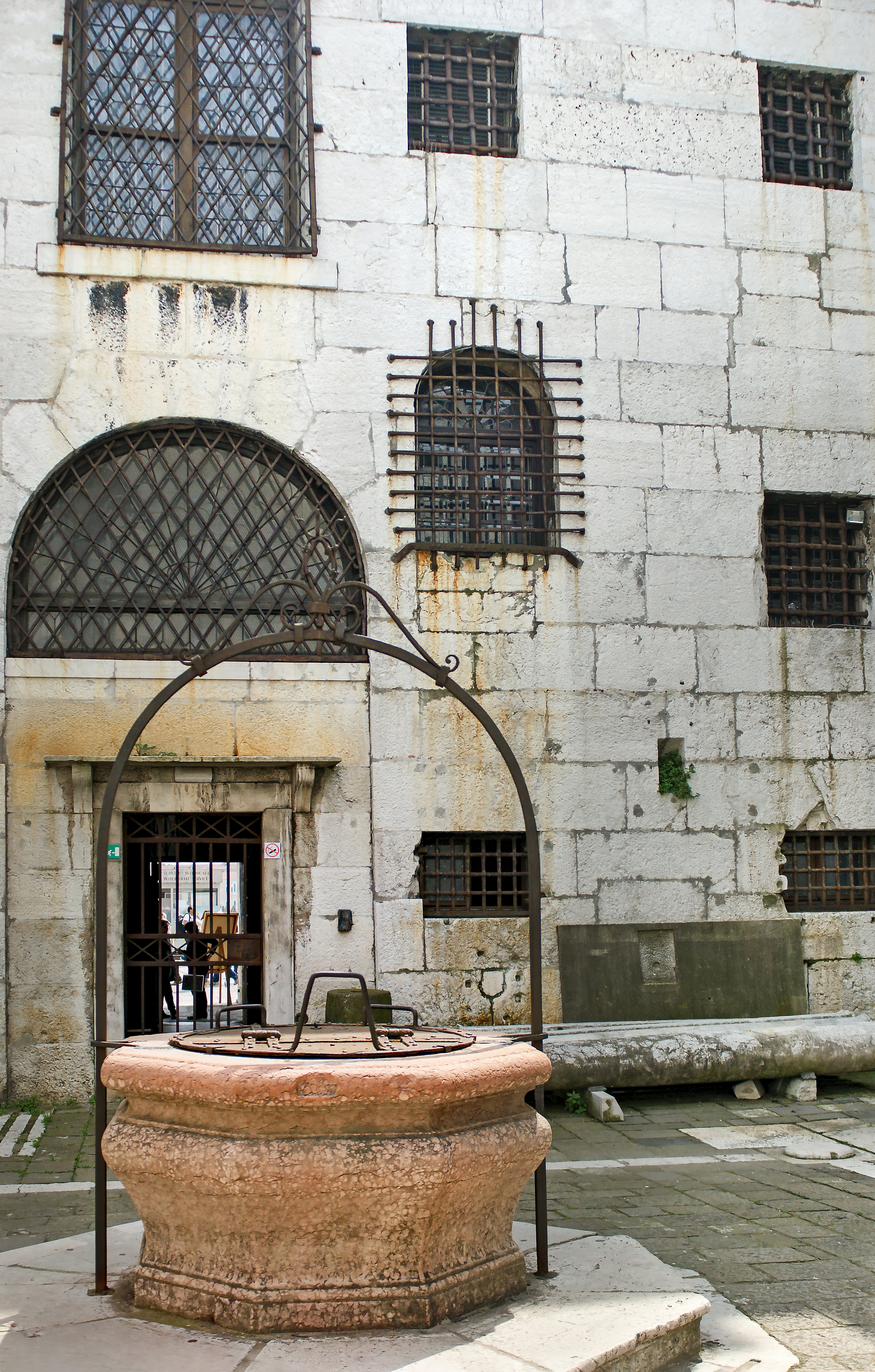
Vera da pozzo, fine XVI secolo, marmo rosso di Verona, Venezia, Prigioni Nuove
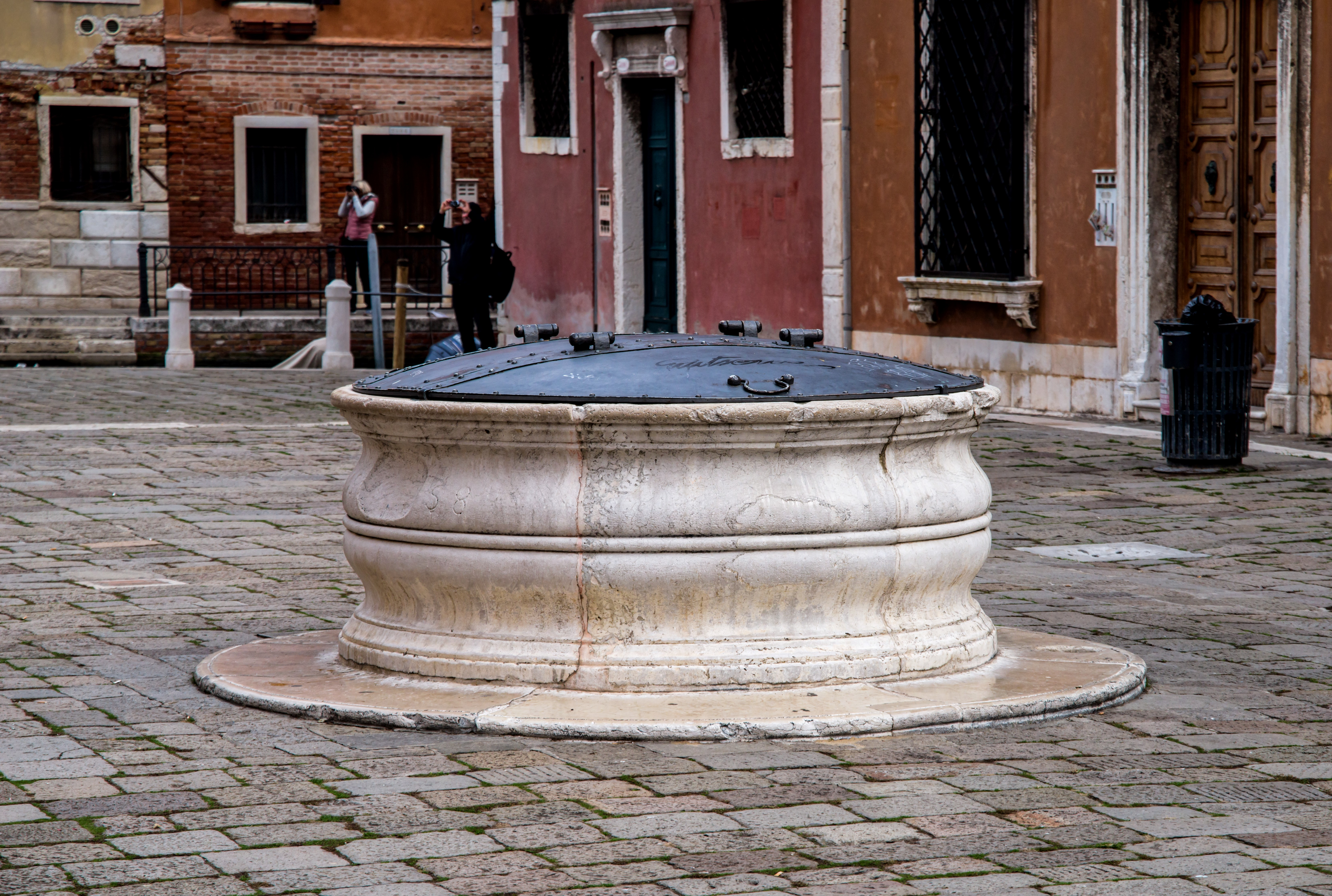
Vera da pozzo, XVII secolo, pietra d'Istria, Venezia, campo dei Frari
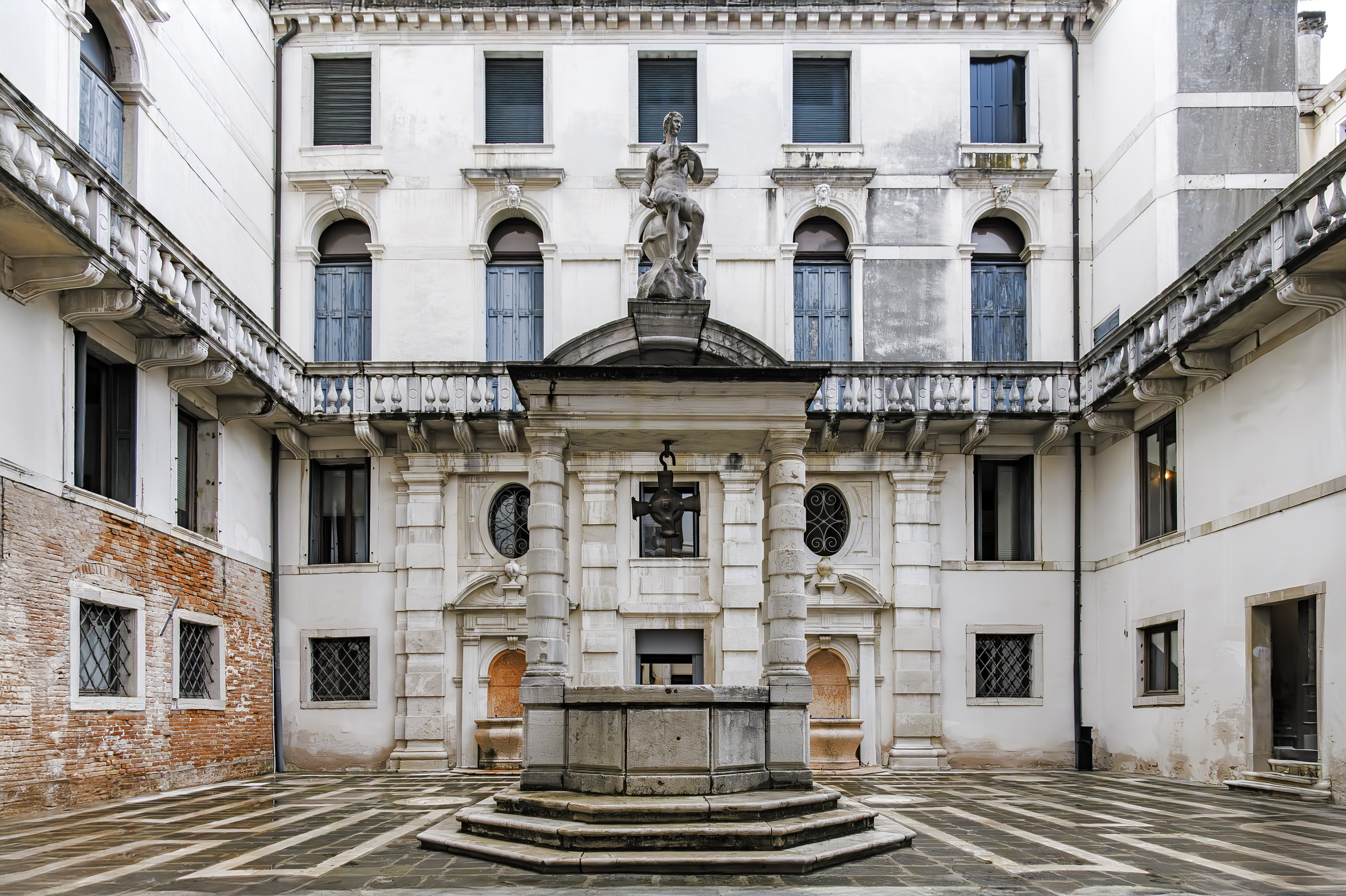
Vere da pozzo, XVII secolo, pietra d'Istria e marmo rosso di Verona, Venezia, Ca' Pesaro (il pozzo centrale proviene dal cortile della Zecca)
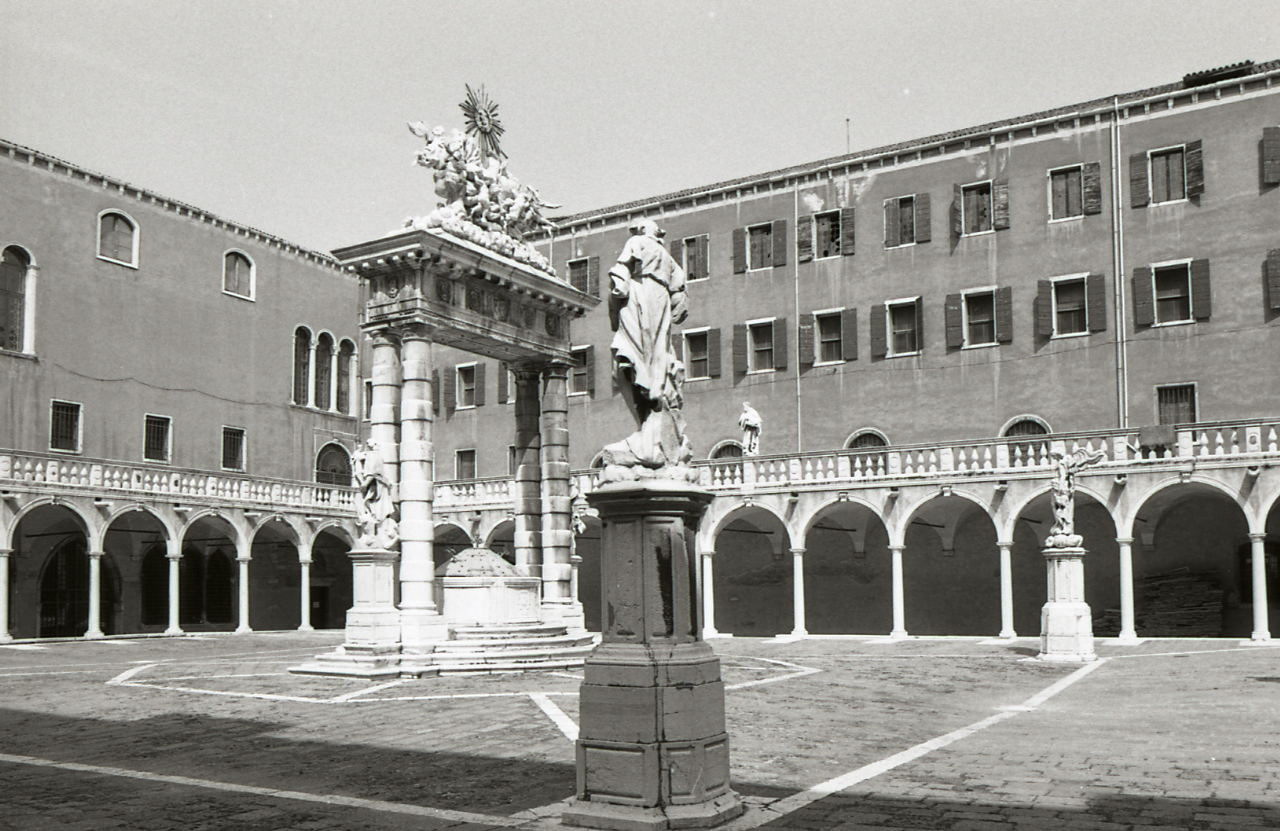
Francesco Cabianca, vera da pozzo con sculture, XVIII secolo, pietra d'Istria, primo chiostro dei Frari